# Madaluzza Contarini Gradenigo
Maddalena "Madaluzza" Contarini Gradenigo var en venetiansk adelsdam som var föremål för flera skandaler som illustrerar den venetianska inkvisitionens konflikt med kvinnans förändrade ställning och större frihet i republiken Venedig under 1700-talet. 

## Biografi
Madaluzza Contarini tillhörde en av Venedigs mest ansedda patricierfamiljer. Hon var först gift med Carlo Gradenigo, kapten och guvernör i Verona. Den 14 september 1755 förvisades hon från Verona tillbaka till Venedig på grund av alltför nära umgänge med underordnade, överordnade och utlänningar, sattes i husarrest och förvisades sedan till landsbygden. 
1764 anmäldes hon inför ärkebiskopen av Udine för att i Gorizia sammanleva med en löjtnant Arneh. Hon uppträdde sedan i Udine där hon deltog i societetslivet med Arneh. Då hon vid samma tid blev änka gifte hon sig med Bortolo Gradenigo, Venedigs ambassadör i Paris. 
Den 1 februari 1765 förbjöds hon av Venetianska inkvisitionen att åtfölja maken till Paris av sedlighetskäl. 1772, då maken blev ambassadör i Wien, förbjöds hon att följa honom också dit av de venetianska myndigheterna. Då maken 1775 blev ambassadör i Konstantinopel, finansierade han hennes hemliga resa till honom. Hennes närvaro i Osmanska riket ansågs vara en fara för statens säkerhet och politik eftersom hennes livsstil ansågs kunna riskera statens anseende, särskilt i ett muslimskt land. Venedigs inkvisition utfärdade 31 juli 1775 en order till maken om att sända henne tillbaka. Han lydde inte förrän 13 juli 1779, då hon återvände till Venedig och sattes i husarrest i sin lantvilla i Este. 
Ett liknande fall inträffade då Inkvisitionen på begäran av Sebastiano Foscarini, ambassadör i Wien, förbjöd hans hustru att följa honom dit. Hela affären ses som en del i den konflikt som pågick i Venedig under 1700-talet, då Inkvisitionen motarbetade det friare liv kvinnorna i den venetianska adeln hade förvärvat sig under seklet. 